# Zaricicea, Jîdaciv
Zaricicea (în ucraineană Заріччя) este localitatea de reședință a comunei Zaricicea din raionul Jîdaciv, regiunea Liov, Ucraina.

## Demografie
Componența lingvistică a localității Zaricicea
     Ucraineană (99,85%)
     Alte limbi (0,15%)
Conform recensământului din 2001, majoritatea populației localității Zaricicea era vorbitoare de ucraineană (99,85%), existând în minoritate și vorbitori de alte limbi.